# Conseil régional de l'île Norfolk
Le conseil général de l'île Norfolk (en anglais : Norfolk Island Regional Council) est  l'organe d'administration locale de l'île Norfolk, territoire australien situé dans l'océan Pacifique et rattaché administrativement à l'État de Nouvelle-Galles du Sud.

## Histoire
De 1979 à 2015, l'île Norfolk dispose d'un statut d'autonomie limitée dans lequel le pouvoir est détenu par l'Assemblée législative. Afin de régler la situation de faillite du territoire, le gouvernement australien fait adopter une loi abolissant le statut d'autonomie qui entre en vigueur le 18 juin 2015. La perte de l'autonomie entraine la dissolution de l'assemblée législative, et l'île est placée sous l'autorité administrative de la Nouvelle-Galles du Sud. Le conseil régional est institué le 1er juillet 2016.
Le conseil est dissous le 6 décembre 2021 et ses fonctions sont exercées par un administrateur, nommé par la ministre adjointe pour le Développement régional et les territoires du gouvernement australien.

## Composition
Le conseil est formé de cinq membres élus pour quatre ans qui à leur tour élisent le maire.

### Liste des maires
| Période         | Période         | Identité         | Étiquette | Qualité        |
| --------------- | --------------- | ---------------- | --------- | -------------- |
| 6 juillet 2016  | 6 décembre 2021 | Robin Adams      |           |                |
| 6 décembre 2021 | en fonction     | Michael Colreavy |           | administrateur |